# Fremont (Carolina do Norte)
Fremont é uma cidade  localizada no estado norte-americano de Carolina do Norte, no Condado de Wayne.

## Demografia
Segundo o censo norte-americano de 2000, a sua população era de 1463 habitantes.
Em 2006, foi estimada uma população de 1432, um decréscimo de 31 (-2.1%).

## Geografia
De acordo com o United States Census Bureau tem uma área de
3,5 km², dos quais 3,5 km² cobertos por terra e 0,0 km² cobertos por água. Fremont localiza-se a aproximadamente 42 m acima do nível do mar.

## Localidades na vizinhança
O diagrama seguinte representa as localidades num raio de 16 km ao redor de Fremont.